# 近鉄16200系電車
近鉄16200系電車（きんてつ16200けいでんしゃ）とは、近畿日本鉄道（近鉄）が2016年に導入した観光特急用車両の形式である。南大阪線の一般車両である6200系のうち3両編成1本を観光特急「青の交響曲（シンフォニー）」用に格上げ改造して登場した。

## 概要
2015年に6200系1編成を改造した観光特急を運行することが発表され、同年2月17日に形式名と車両愛称が発表された。編成は3両編成で、1・3号車にサロン席（3・4人用）とツイン席（2人用）、2号車にラウンジスペースとバーカウンターを設ける。
種車は通勤車6200系の6221編成で、吉野側からモ16201（Mc車）-モ16251（M車）-ク16301（Tc車）の3両編成を組む。電算記号は「SYmphony」もしくは「Symphony Yoshino」から取られたSY01。一般車から格上げされた近鉄の特急車は680系以来である。

### 改造までの経緯
近鉄では、15400系を用いたクラブツーリズム専用列車「かぎろひ」、50000系を用いた観光特急「しまかぜ」、2013系を用いた観光列車「つどい」などといった観光輸送に特化した特別仕様車両を多数保有し、運転されているが、南大阪線・吉野線にも本格的な観光列車を運行する計画が2013年夏頃に開始された。また、南大阪線沿線には阿倍野橋に立地する「あべのハルカス」をはじめ、桜の名所である「吉野」、日本遺産として認定されている「明日香村」、世界遺産「紀伊山地の霊場と参詣道」として登録された「金峯山寺」をはじめとした神社仏閣などといった多数の観光資源に溢れている沿線に注目し、「上質な大人旅」をコンセプトに、南大阪線用一般車両の6200系を改造して南大阪線系統の新たな観光特急車両の導入が計画された。それが本系列である。
改造費用は3両1編成で総額2億円。1両あたりの費用では50000系の4分の1となる。新車投入ではなく従来からある車両の改造となった理由は、50000系の場合、行先となる伊勢志摩に近鉄関連施設があり、それらから得られる派生収入も見込んだ収支モデルを構築できたが、吉野周辺には潜在的な魅力は多いものの関連施設が少ないため、派生収入が得られないことを見込んで製造コストを抑制し、運賃・料金収入だけでも投資額を回収しやすい収支モデルを選択したからである。乗車率100 %の状態が2年間続いた場合に得られる運賃・料金は2.6億円で、これにより車両の改造費用を回収する方策を選択した。近鉄観光事業統括部の黒田隆によると、「製造費2億円は予算上のボーダーライン」とのことである。

### 車両コンセプト
当初は既存の特急車両を改造する案、観光列車「つどい」を発展させた案、映像シアターを備えた案など複数の案があったが、2度のアンケート調査では沿線特性から「歴史・文化・自然」に対する人気が高い傾向があり、ファミリー層よりも中高年層の夫婦・友人との来訪傾向が高いことがわかった。そこでアンケート調査の結果を踏まえ、本列車の開発コンセプトを「ゆったりとした時間を楽しむ、上質な大人旅」、「大人同士でゆったり楽しむ観光列車」とした。列車の愛称は沿線の歴史・文化・自然・食などの魅力的で様々な観光資源と調和し、響き合いながら走る「青色の列車」をイメージして「青の交響曲（シンフォニー）」と命名された。
プロジェクトメンバーは近鉄の企画統括部営業企画部および技術管理部が企画、大阪統括部工機部検修課が工事図面作成から施工管理、株式会社近創が内装品の製作、近鉄車両エンジニアリング株式会社が車両改造工事を担当し、観光列車「つどい」と同様の近鉄グループの総力を挙げたチームが再結集した。設計デザインに関しては従来の近鉄車両にはない建築的なテイストを取り入れるため、全日本コンサルタント株式会社、デザイン監修は主に店舗デザインに携わるIMOデザインの一級建築士である飯田英二が担当した。

### 改造種車
南大阪線系統で運用されている6200系から車体更新時期に差し掛かっていた3両編成の6221Fが選定された。3両編成とされた理由は、16000系をはじめとする特急車両は2両単位の偶数両数での運用しか出来ず、2両編成では開発のコンセプトとされた「ゆったりとした時間を楽しむ、上質な大人旅」を実現させるには輸送力に問題が生じ、4両編成では4月の観桜期を除いては過剰輸送となり得るという理由からである。
改造に際し、乗降扉は各車両の8箇所の内、6箇所を埋め、埋めた部分には扉幅と同じ1,300 mm幅の固定窓が設置された。中間車の側窓は上下寸法が400 mmに縮小されている。
主要機器は新造品に交換された部品はあるものの、機器構成そのものは全くの無改造であり、従って車両性能も営業最高速度を除けば、6200系時代とは相違がほとんど無い。

### 編成
| 大阪阿部野橋・吉野発着編成 | ← 大阪阿部野橋吉野 →                        | ← 大阪阿部野橋吉野 →                 | ← 大阪阿部野橋吉野 → | ← 大阪阿部野橋吉野 → | ← 大阪阿部野橋吉野 → | ← 大阪阿部野橋吉野 → | ← 大阪阿部野橋吉野 → | ← 大阪阿部野橋吉野 → | ← 大阪阿部野橋吉野 → | ← 大阪阿部野橋吉野 → |
| 形式                       | ク16300 (Tc)                                | モ16250 (M)                          | モ16200形 (Mc)       |                      |                      |                      |                      |                      |                      |                      |
| 車両写真                   |                                             |                                      |                      |                      |                      |                      |                      |                      |                      |                      |
| 搭載機器                   |                                             |                                      |                      |                      |                      |                      |                      |                      |                      |                      |
| 自重                       |                                             |                                      |                      |                      |                      |                      |                      |                      |                      |                      |
| 定員                       | 28名                                        | 20名                                 | 37名                 |                      |                      |                      |                      |                      |                      |                      |
| 車内設備                   | ツイン席 サロン席 車椅子対応席 多目的トイレ | ラウンジ バーカウンター ライブラリー | ツイン席 サロン席    |                      |                      |                      |                      |                      |                      |                      |

2019年4月現在、古市検車区に配置されている。

## 構造

### 車体外観

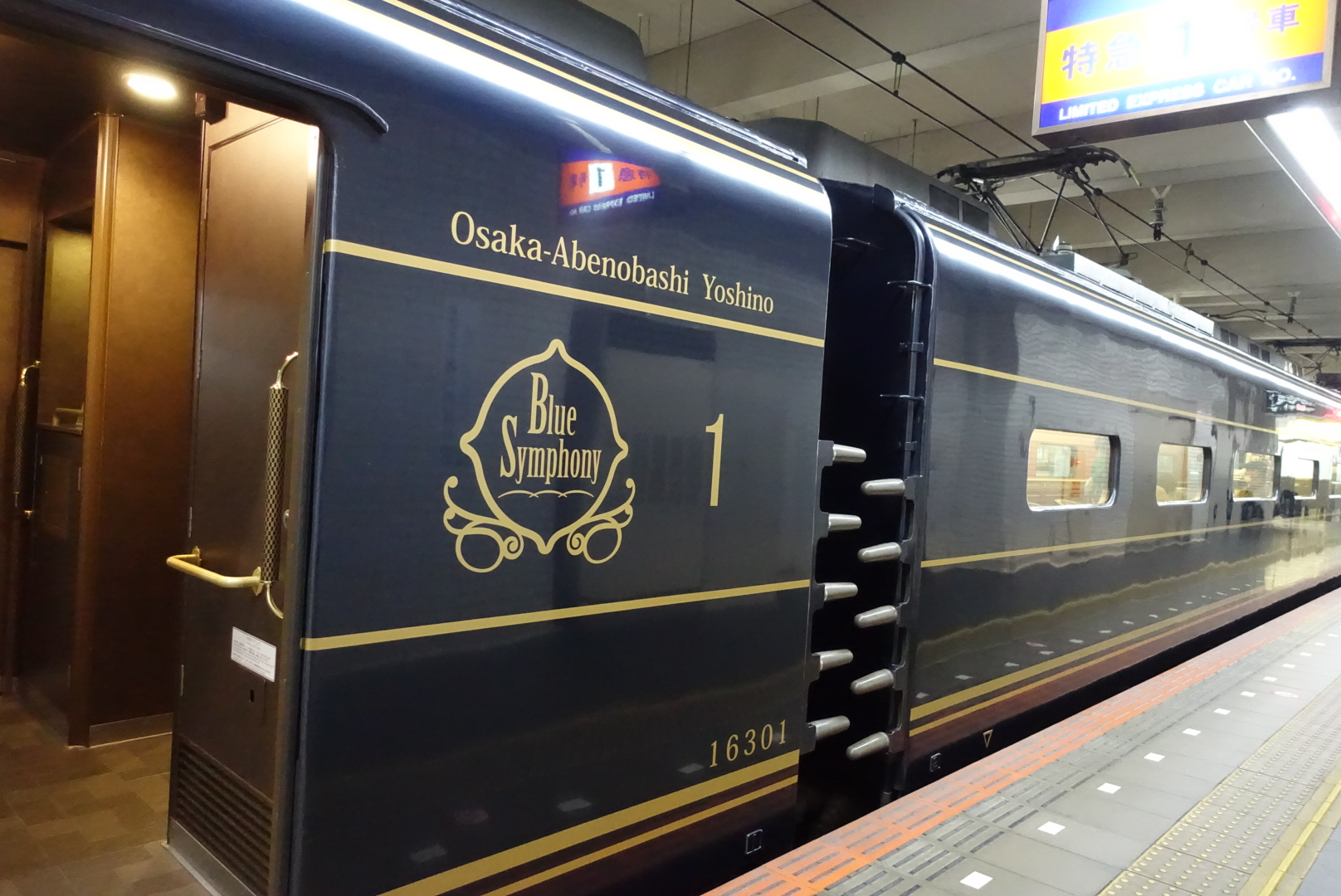
車体は紺色を基調とした塗装で、2号車は側窓の上下寸法が縮小されている。

車体構造は改造以前と変わらず、前照灯や尾灯、転落防止幌の形状やクーラーキセの配列も6200系時代のものを踏襲する、排障器は6200系時代と同じだが、新たにスリット状の飾り板が取付され、金色塗装に変更された。行先表示器は両先頭車の車掌側窓下に新設され、従前の方向幕装置は前面・側面共に全て撤去された。乗降扉も両開き扉が存置されて各車両2箇所のみに変更されているが、窓形状をスリット状にして建築的な乗降扉を演出し、側窓は全てUV遮断加工ガラスに交換された。集電装置は6200系時代と同様、モ16251に菱形式を2基搭載した。両先頭車の連結側妻面下部にはミュージックホーンが新設され、ハイドンの交響曲101番「時計」の第2楽章から選曲された。
車体塗装は紺色■を基調としたメタリック塗装を近鉄で初めて採用して金帯■を纏ったものとされ、車体前面には新規にデザインされたエンブレムが貼り付けられた。

### 車内設備

#### 共通事項
コンセプトである「ゆったりとした時間を楽しむ、上質な大人旅」に合わせて、中高年層を対象に非日常的で特別な時間を過ごせる空間を演出するために随所にその設計意図が取り入れられた。
側壁の化粧板には2010年代以降に登場・更新改造した特急車両では一般的な木目調を採用し、アクセントに壁灯やメタリック調のボーダー板を配した。床面には高級ホテルの室内を演出するために「丹後緞通」のカーペットを採用した。天井は空調関係についてはラインデリアを撤去した以外は6200系時代のものがそのまま流用されたが、照明にダウンライトを採用し、レール方向にアルミ製の装飾モールを取り付けて飾り天井とされた。荷棚はレトロ調のものが新調された。
照明関係では柔らかな空間を演出するために電球色のLEDを採用した。座席スペースには天井のダウンライトと共に壁灯やテーブル照明をアクセントとして取り付けており、ラウンジ車両の小天井には間接照明と天井にはレトロ調の照明をそれぞれ採用しており、壁灯にクリスタルガラスを使用して、光り輝くブラケット照明としている。エントランス・バーカウンター・バックヤード・トイレの照明にはダウンライトを使用しており、エントランスの天井には、ラウンジ車で使用されているレトロ調の照明を取り付けている。また、トイレの鏡の照明には、やわらかで自然な光が出せる有機ELパネルを初めて採用している。
新設されたデッキ部分には22000系以降の特急車両と同様に安全面を考慮して手すりを設置したが、真鍮を用いた高級感のある造りとされた。床面にはウレタン樹脂製のものを採用し、タイル状に分割して濃淡2色をランダムに配して石畳を表現した。

#### 座席スペース
座席車両の座席は新規設計の幅広デラックスシートで、リクライニングやインアームテーブルの有無を除いて全座席共通とされた。背もたれは縦ラインを強調してボリュームを持たせており、上辺は本系列のロゴマークと共通する三つの曲線が入れられた。モケットはグリーンを基調に金糸を入れて柔らかな心地よさを実現した。肘掛けや肘掛け用パネルには吉野産の竹集積材を採用し、壁面にはモバイル用コンセントを設置した。
座席は21000系以降の特別仕様特急車両のデラックスカーと同一の2+1列に配置された。側扉だった部分の座席は向かい合わせのボックス席とされ、大型の木製テーブルを配して3人・4人用サロン席と2人用ツイン席とされた。2連窓部分にはインアームテーブル付きの回転リクライニングシートが採用され、2脚ずつ配置された。ただし、乗務員室側の座席はスペース制約の都合で1人席とされたが、先頭に対して斜め22.5度に腰掛を配置してテーブルを備えることで、特別感を演出した。この部分の向かいは機器収納箱とされ、従前はロングシートの下に配していた機器をこの部分へ移設して集約している。

##### モ16201
種車はモ6221。
座席車両とされており、座席定員は37名。ツイン席とサロン席が各3箇所ずつ配置されている。
乗降扉は阿部野橋側の1箇所に配置された。側面窓は独立した1枚窓となっている。

##### モ16251
種車はモ6222。
本車両ではゆったり時間を楽しむためにラウンジ車両とされ、電車らしさを払拭し、高級ホテルのラウンジをイメージしたデザインとされた。室内中央の吉野側にバーカウンターとバックヤードが設けられ、地元の素材を使用したスイーツや酒類、ドリンク類を販売するための冷蔵ケースやサーバーを装備した、冷凍冷蔵庫・電子レンジ・三槽シンクなどの電源確保のための変圧器などはバックヤードに集約した。カウンター背面には商品陳列棚を設置し、周辺に幾何学的な模様を施したLED照明パネルを設けて華やかな雰囲気を演出した。側壁化粧板には座席車両よりも明るめの木目調が採用され、床面は座席車両と同様に素材感と色柄を変えた「丹後緞通」のカーペット材を採用した。通路側窓下は通行時の安全面を考慮して真鍮製の手すりを全体にわたって取り付けた。放送設備に関してはバーカウンターに3両全体を一括する車内放送用マイクを追設し、ラウンジ車のみの放送設備としてワイヤレスマイクシステムを既存の保安用車内放送回路と独立させたスピーカーと共に新設した。この車両ではラウンジ空間に丸テーブルに独立した4脚の2組（茶色）と向かい合わせテーブルを挟んで窓側にロングタイプと通路側の独立した6脚（黒色）の合計20席分の革張りソファが配置された。バーカウンターでの支払いには交通系ICカードの利用も可能。
デッキ部分にはライブラリーが設けられており、沿線を紹介する写真集や書籍を飾る区画とされ、向かい側にベンチを設置した。この部分はラウンジ空間に対して屋外をイメージするためにロートアイアンを各所に施して街角のイメージを表現した。
乗降扉は吉野側の1箇所に配置された。側面窓は全て小窓化された。

##### ク16301
種車はク6311。
座席車両とされており、座席定員は28名。車椅子対応座席が1席用意され、当該部分のデッキ仕切扉は開口寸法980 mm両開き扉とされた。この関係でツイン席はモ16201形同様の3箇所配置であるがサロン席は2箇所の配置となっている。
本車両には連結側に床下機器の無い部分があるため、この部分にトイレ用機器を設置してトイレを新設した。トイレは車椅子対応の多目的トイレがデッキの車体中央寄りに、男性用トイレが車端部に設けられ、設備は50000系や22000系更新車に準拠している。
乗降扉は吉野側の1箇所に配置された。側面窓はモ16201同様に独立した1枚窓となっている。

##### その他
車両番号や号車表示や座席番号などの標記サインはアルミ板に天然木の突板を貼り合わせてレーザー加工によって文字を削り出したプレートを新製した。なお、近鉄特急車両で順次設置が進行している喫煙室については、本系列では指定運用となること、スペース上の都合で設置が見送られたため、全面禁煙となった。

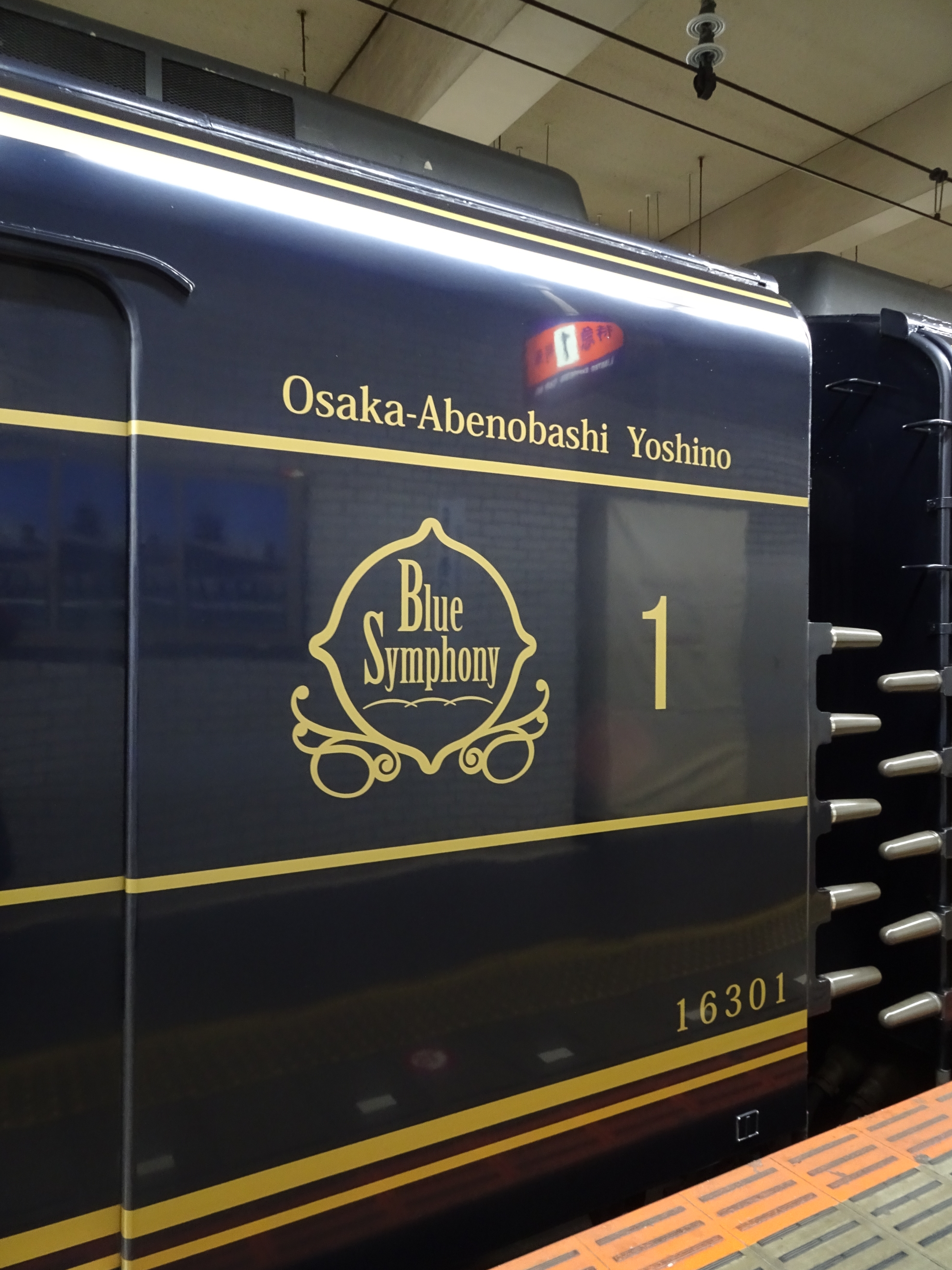
側面（1号車）
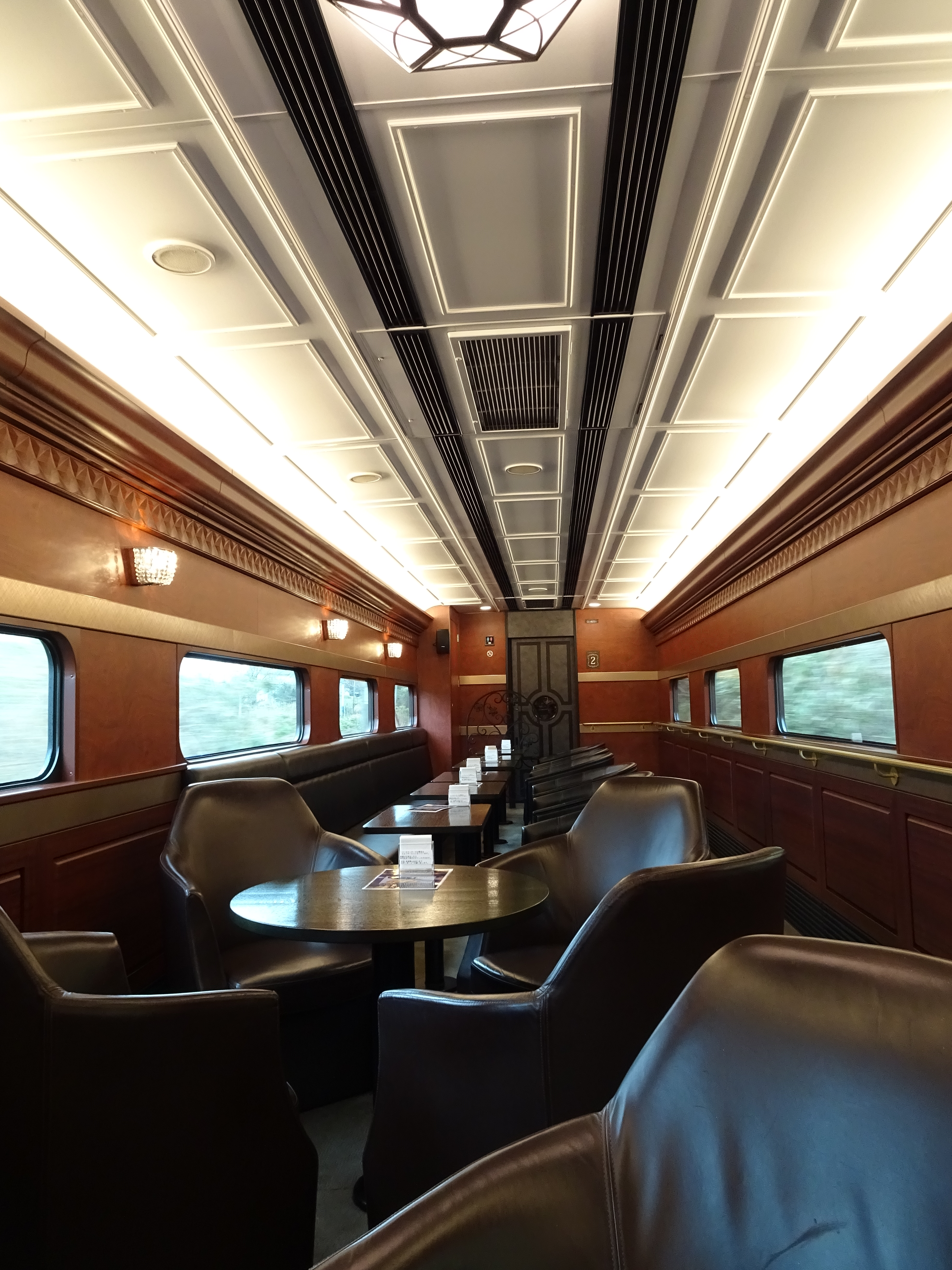
車内（2号車）
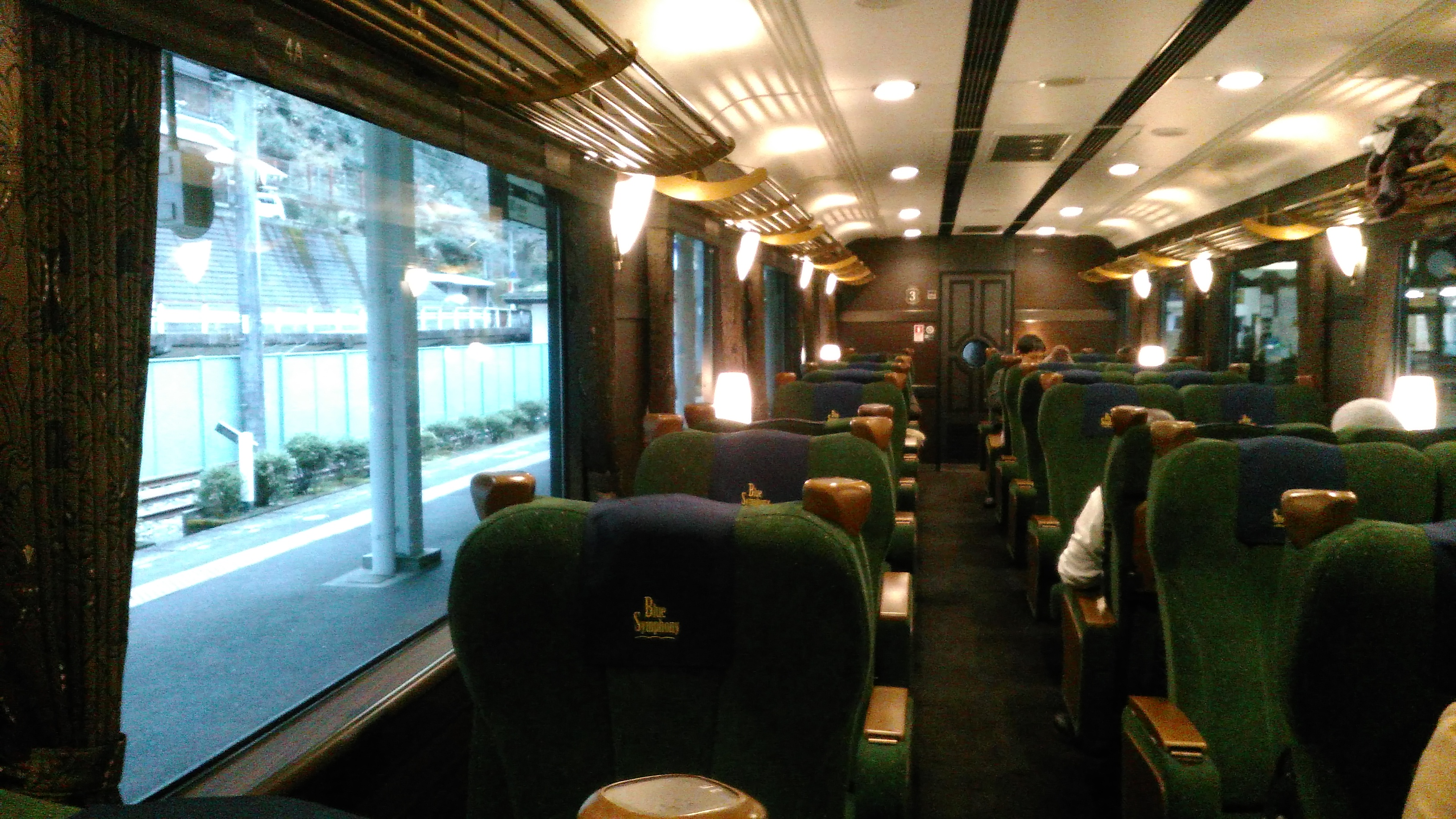
車内（3号車）

## 運用
2016年3月末に入場して改造工事が行われた後、7月7日に車体外装材の改造を完了して高安検修センターを出場し、最終整備を五位堂検修車庫にて行った後に同年同月19日に出場し、9月10日に営業運行を開始した。
運転日は毎週水曜日以外の週6日（水曜日はこの編成以外の特急車両で運用）で1日2往復運転される。